# Całuski pani Darling
Całuski pani Darling – książka Małgorzaty Musierowicz, wydana w 1995 (w 2008 roku wznowiona z nową okładką w wydawnictwie Akapit Press).  Jest to zbiór wypróbowanych przez autorkę przepisów kulinarnych zaczerpniętych z jej zapisków. 
W pracy znajdują się m.in. przepisy na dania obiadowe, desery i ciasta. Przepisy opatrzone zostały krótkimi komentarzami na temat bohaterów z książek oraz postaci z mitologii i historii. Przepisy są proste w wykonaniu –  dostosowane do młodego czytelnika-kucharza.
Książka zawiera ilustracje wykonane przez autorkę.